# Lotononis marlothii
Lotononis marlothii är en ärtväxtart som beskrevs av Adolf Engler. Lotononis marlothii ingår i släktet Lotononis och familjen ärtväxter. Inga underarter finns listade i Catalogue of Life.